# Día Nacional del Vino
El Día Nacional del Vino se observa el 4 de septiembre desde 2015, para rendir homenaje al vino de Chile y así reconocer su importancia para dicho país. El decreto que designa este día como el Día Nacional del Vino fue firmado en la Viña Cousiño Macul y se logró gracias al impulso de diecisiete instituciones ligadas a este rubro.

## Historia
Una investigación histórica, llevada a cabo por el historiador de la Universidad de Chile, Gonzalo Rojas Aguilera, determinó que la primera mención escrita de la palabra "vino" en territorio chileno es la de una carta escrita por Pedro de Valdivia al rey Carlos V, y fechada el 4 de septiembre de 1545, en que solicita "vides y vinos para evangelizar Chile", puesto que el stock traído por su expedición se había agotado; producto de la petición, llegaron posteriormente cargamentos de vino desde Perú.

## Chile como principal exportador de vino
Chile aparece como el cuarto exportador mundial de vino, siendo su destino más elegido el mercado estadounidense; para la celebración de este día, las diferentes viñas chilenas realizan tours y charlas donde cuenta la producción del vino y la relevancia para el país.

## Organizaciones que apoyaron la iniciativa
- Asociación de Vinos de Chile A.G.
- Cofradía al Mérito Vitivinícola de Chile
- Asociación de Ingenieros Agrónomos Enólogos
- Asociación Nacional de Sommeliers de Chile A.G.
- Les Toques Blanches
- Círculo de Cronistas Gastronómicos
- Corporación Chilena del Vino
- Enoturismo Chile
- Movimiento de Viñateros Independientes MOVI
- Ruta del Vino de Curicó
- Sociedad Nacional de Agricultura
- Vignadores de Carignan A.G. VIGNO
- Asociación de Viticultores y Viñas de Casablanca
- Asociación Gremial Vinos de Curicó y Maule
- Ruta del Vino Valle del Maule
- Viñas de Colchagua A.G.
- Asociación Gremial Agrícola Central[4]

## Decreto presidencial
El 4 de septiembre de 2015, la presidenta Michelle Bachelet, llegó hasta la villa Cousiño ubicada en la comuna de Macul, lugar en que firmó el decreto que declara al 4 de septiembre como el día en que nuestro país reconoce la historia, importancia y valor del vino chileno.
La mandataria llegó en compañía del ministro de Economía, Luis Felipe Céspedes, la ministra del Trabajo y Previsión Social, Ximena Rincón y el ministro de Agricultura Carlos Furche. En la ceremonia de firma del decreto, la mandataria afirmó que "hoy nos reunimos para renovar una tradición que ha contribuido como pocas a difundir el nombre de Chile en el mundo: nuestra tradición vitivinícola" y mostró su intención de incrementar los actuales 1.800 millones de dólares de exportación a 3.000 millones de dólares para el año 2020.